# Campodea lamimani
Campodea lamimani är en urinsektsart som beskrevs av Filippo Silvestri 1933. Campodea lamimani ingår i släktet Campodea och familjen Campodeidae. Inga underarter finns listade.